# My Indigo
My Indigo é um projeto musical da cantora e compositora holandesa Sharon den Adel. Foi anunciado no final de 2017 e não tem relação com seu trabalho na banda de metal sinfônico Within Temptation.

## Antecedentes
No final de 2017, a página oficial do Within Tempation no Facebook informou que um anúncio de Sharon viria em breve. Em 10 de novembro daquele ano, por meio de um vídeo postado na página, Sharon anunciou a criação do projeto. De acordo com ela, depois que a banda concluiu sua última turnê mundial, ela teve um bloqueio criativo e não foi capaz de compor novas canções com eles. Além disso, ela também afirmou estar lutando com problemas pessoais, o que a motivou a escrever canções para si mesma para lidar melhor com eles. Posteriormente, ela revelou, por exemplo, que o pai estava muito doente. Depois de um período de dois anos compondo para si mesma, ela decidiu revelar o conteúdo para o público e de forma separada do Within Temptation. Para isso, ela montou o My Indigo.
O processo de composição foi descrito como introspectivo e marcado por autoconhecimento, pois o medo de perda permanente da criatividade assombrou Sharon durante todo o período. Segundo ela, o nome do projeto ("Meu Anil") veio do sentimento "leve", porém "temperamental" que a cor gera nela, já que ela considerou que ele combinava com a atmosfera das canções. O primeiro single, autointitulado, foi lançado no mesmo dia do anúncio. Uma segunda canção, "Out of the Darknesss", foi apresentada ao vivo num evento da NPO Rádio 2 em 9 de dezembro e lançada em 15 de dezembro.
O primeiro álbum, autointitulado, foi lançado em 20 de abril de 2018 e teve boa recepção na crítica. Os críticos apontam diferenças entre o projeto e o Within Temptation, considerando My Indigo uma versão mais "vulnerável" e "introspectiva" da cantora, em comparação às composições "grandes" e "épicas" de sua banda principal. Influências da música pop dos anos 80 e contemporânea também foram notadas, com a própria cantora afirmando que foi influenciada por artistas como Kate Bush, Sting e Florence and the Machine. Ao trabalhar com o projeto, Sharon disse que novas inspirações vieram para criar canções para o Within Temptation, e que elas deverão constar num lançamento previsto para o final de 2018.

## Discografia

### Álbuns de estúdio
- My Indigo (2018)

### Singles
- My Indigo (2017)
- Out of the Darkness (2017)
- My Indigo (Chill Mix) (2018)
- Crash and Burn (2018)
- Crash and Burn (Leeb Remix) (2018)
- Someone Like You (2018)
- Where Is My Love (2018)